# Tardy László
Tardy László (Budapest, 1941. július 22. –) magyar egyházzenész, kántor, karnagy.

## Életpályája
Gyermekkorát Nagylókon töltötte. 1950-ben a család Mosonmagyaróvárra költözött. 1952–1955 között a Mosoni (Mosonyi Mihály) zeneiskola diákja volt. 1959-ben érettségizett a Kossuth Lajos Gimnáziumban. 1959–1961 között a győri Zeneművészeti Szakközépiskola karvezetés, zeneszerzés szakán tanult. 1959–1961 között a Mosonmagyaróvári Zeneoktatói Munkaközösség zongora és szolfézs tanára volt.
1961–1965 között a Liszt Ferenc Zeneművészeti Főiskola hallgatójaként karvezetést tanult; Vásárhelyi Zoltán és Párkai István oktatta. 1964–1965 között a Szilágyi Erzsébet Gimnázium énektanára volt. 1964–1968 között a Landler Jenő Járműjavító férfikarának karnagya volt. 1964–1978 között a Gesualdo vokál-kvintett művészeti vezetője volt. 1966–2020 között a Mátyás-templom karnagy-kántora, a Mátyás-templom Ének és Zenekarának vezetője volt. 1967–1973 között a Hittudományi Akadémia hallgatója volt, ahol teológiát és liturgikát tanult. 1967–1983 között a nyári kántorképző tanfolyamok szolfézs, egyházi népének és egyházi zenetörténet tanára volt. 1968-tól a SOTE kamarazenekarának alapító karnagya és vezetője. 1968-tól az Országos Magyar Cecília Egyesület tagja, 1985-től társelnöke. 1969-től a Szentendrei Ferences Gimnázium énektanára.
1972–1990 között az Országos Hitoktatási Bizottság (OHB) egri és győri továbbképzőjének zenei vezetője volt. 1972–2002 között az Országos Magyar Cecília Egyesület (OMCE) kántor- és karnagytovábbképzőjének tanára, 1978–2015 között megbízott igazgatója volt. 1975–1978 között a Patróna Hungariae énektanára volt.
1990-től a Gregorián Társaság elnökségi tagja. 1990–2009 között a Központi Papnevelő Intézet egyházi ének és egyházi zene tanára volt.
2002–2015 között a Magyar Liturgikus és Egyházzenei Intézet (MALEZI) Kántortovábbképző és Karnagyképző tanára és megbízott igazgatója volt. 2013 óta a Magyar Művészeti Akadémia tagja.

## Díjai, kitüntetései
- Liszt-emlékplakett (1988)
- Liszt Ferenc-díj (1994)
- Pro Ecclesiae Hungariae emlékérem (1997)
- Szent Adalbert-díj (2002)
- Magyar Örökség díj (2006)
- A Magyar Érdemrend tisztikeresztje (2011)
- Nagy Szent Gergely Rend parancsnoki fokozata (2011)
- Érdemes Művész (2016)
- Szent Márton-díj (2016)
- Cornelius Életműdíj (2019)
- KÓTA-díj (2020)
- Budavár díszpolgára (2022)
- Kiváló Művész (2023)
- Bárdos Lajos-emlékérem
- Kodály Zoltán-emlékérem
- Liszt Ferenc-emlékérem
- Budavárért-emlékérem